# Franz von der Trenck
Franz, svobodný pán von der Trenck (1. ledna 1711, Reggio di Calabria – 4. října 1749, Brno) byl dobrodruh a vojenský velitel.

## Životopis
Narodil se jako třetí syn podplukovníku Johannu Trenckovi (* mezi léty 1646 a 1706, † 1740), pruskému šlechtici z Pomořanska, který sloužil v rakouské armádě a v roce 1683 bojoval v bitvě u Vídně proti Turkům, a Anně Marii, rozené Kettlerové.
Franz von der Trenck se podle vyprávění jevil po porodu jako mrtvé novorozeně. Porodní bába jej vykoupala v červeném víně a on prý skutečně ožil. Otec ho již v sedmi letech začal brát na cesty po vojenských garnizonách, zatímco své dva starší syny nechal vychovávat doma. Spolu s otcem byl Franz svědkem vítězství Evžena Savojského nad Turky v bitvě u Bělehradu v r. 1717, po níž habsburská armáda obsadila téměř celé Srbsko, tehdejší součást Osmanské říše. Matka prosadila synovo právo na vzdělání, a tedy byl poté, co odjel s otcem do uherské Šoproně, dán na výchovu k jezuitům. Po studiu v Šoproni a Požeze ovládal celkem pět jazyků, během života je rozšířil o další dva. Stal se milovníkem anglické literatury, psal básně a hrál výborně na housle.

### Vojenská kariéra
Franz Trenck i jeho dva bratři se stali stejně jako jejich otec vojáky. Po vojenském výcviku nastoupil František v roce 1727 do pluku hraběte Pálffyho v hodnosti praporčíka. Roku 1729 vstoupil do uherského pěšího pluku. Během služby se zamiloval do Josefíny von Tillier (1711–1737), dcery polního podmaršálka Josefa Maxmiliána von Tilliera, velitele pevnosti Petrovaradín. Přes otcův nesouhlas se sňatkem se s ní František Trenck v roce 1731 oženil a usadil se na rodovém panství ve Slavonii. Měli spolu celkem čtyři děti, z nichž však první tři zemřely v kojeneckém věku a během šesti let manželství jeho žena i s nejstarší dcerkou zemřely na mor.

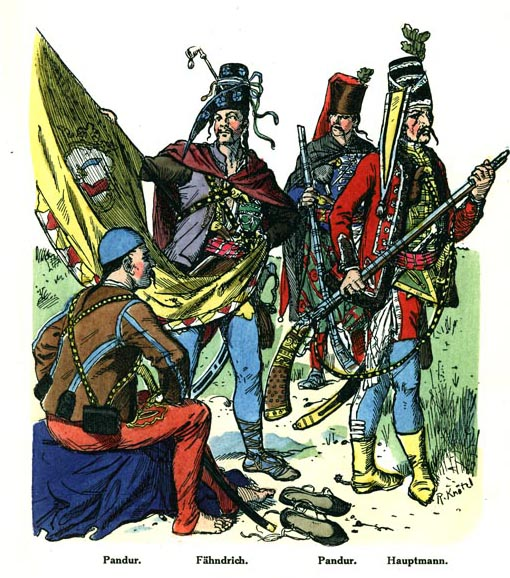
Chorvatští pandurové kolem roku 1742

Baron si v době manželství oblíbil pronásledování zbojníků a loupežníků v panských lesích. Společně se svým vojskem, tzv. pandury, byl stále lačnější po krvi. Za své násilnosti dostal pokutu, kterou odmítl zaplatit, podle tehdejších zvyků byl za urážku soudu uvězněn. Z vězení ho dostal až jeho švagr von Tiller. Trenck zuřil; navíc se během pobytu ve vězení nakazil žloutenkou.
Habsburská armáda o bojovníka jeho charakteru nestála, proto odešel válčit na straně Ruska do armády carevny Anny Ivanovny v rusko-turecké válce. Vyznamenal se v boji s Turky a krymskými Tatary. S maršálem Burkhardem Christophem von Münnichem (1683–1767), který velel ruské armádě, měl ale časté spory. Stýkal se s prodejnými dívkami a po rvačce s jedním z nadřízených a urážce jeho mladé manželky byl odsouzen nejprve k trestu těžkého žaláře, posléze k trestu smrti. Trest mu byl později zmírněn ve vyhnanství na Sibiř a nakonec byl roku 1740 na přímluvu Münnicha definitivně vyhoštěn z Ruska.
Někdy mezi lety 1740–1741 se vrátil za svým 88letým otcem do Uher a opět porušoval zákony, když surově vraždil loupeživé zbojníky. Dovolání našel u arcivévodkyně Marie Terezie, která mu povolila naverbovat jeden tisíc chorvatských pandurů, žijících v oblasti, kde se nacházela vojenská hranice habsburské říše s Turky.
Jako vojenský velitel byl velice úspěšný ve válce o dědictví rakouské proti Prusku, Francii a Bavorsku. Trenckovi panduři byli ovšem krutí. Drancovali, loupili a vraždili. Spáchali např. pogrom v České Lípě nebo zavraždili více než čtyřicet obyvatel bavorského městečka Cham. Do jeho pluku posléze nastoupil Ernst Gideon von Laudon, s nímž se spřátelil v Rusku, v hodnosti kapitána a jeho vojsko se rozrostlo o 1500 hlav na celkový počet 2500 vojáků. Trenck však urazil generála von Löwenwalda. V roce 1745 byl uvězněn v Kladsku a po křivých svědectvích ho odsoudil uplacený soud k trestu smrti. Byl to i trest za prohranou bitvu u Žďáru z 30. září 1745, kde i přes dvojnásobnou přesilu vojáků rakouská armáda prohrála. Trenckovi panduři měli vpadnout pruské armádě do týlu, místo toho začali plundrovat pruský tábor, v kterém kromě jiného ukořistili armádní pokladnu. Marie Terezie nechala rozsudek přezkoumat a trest mu byl zmírněn na doživotní žalář na brněnském hradě Špilberku. Měl tu veškerý komfort. Byly mu přiděleny dvě místnosti, měl dostatek jídla i vody, v neděli chodil obědvat k veliteli pevnosti. Později mu bylo umožněno svobodně bydlet v Brně, kde však 4. října 1749 zemřel.

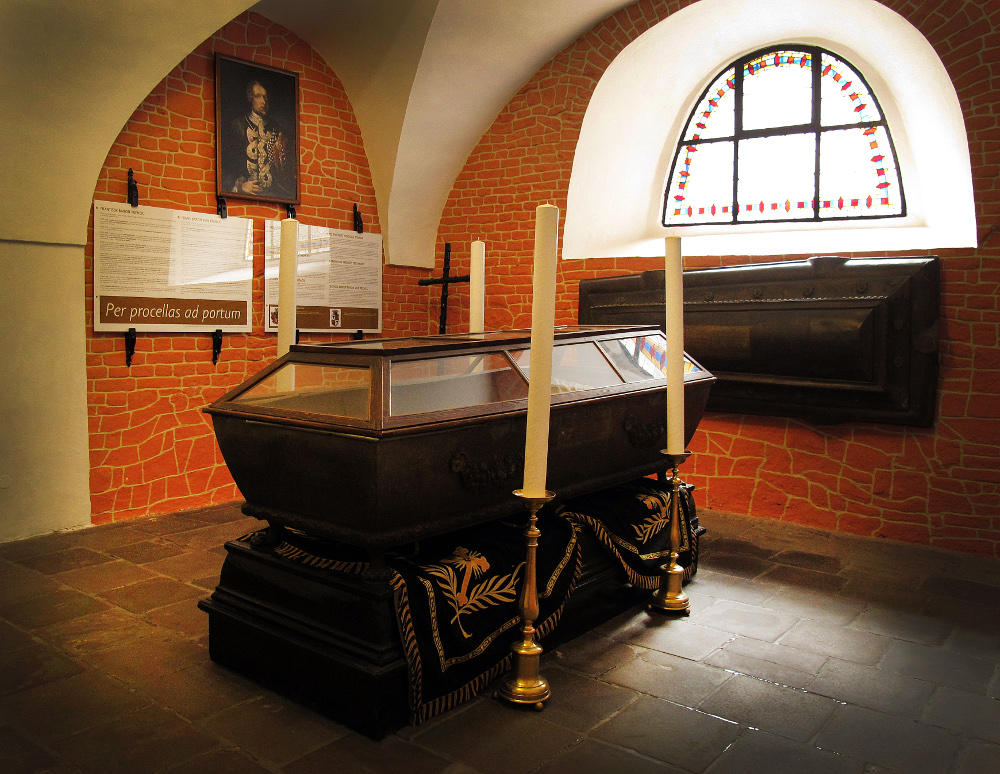
Kaple Kapucínské hrobky v Brně s rakví barona Trencka

Svůj majetek rozdělil. Část daroval městu Cham, kde tak řádili jeho panduři, část věnoval na mše za svou hříšnou duši, na stavbu vězeňské kaple, chudým a roční dceři svého osobního sluhy, který s ním na Špilberku také pobýval.
Trenckovo tělo bylo uloženo do kapucínské hrobky v Brně, kde došlo přirozenou cestou k jeho mumifikaci. Tělo je zde k vidění v prosklené rakvi. V roce 2017 bylo tělo ve Fakultní nemocnici Brno podrobeno tomografickému vyšetření pod vedením Vlastimila Válka.

## Posmrtný odkaz
Podle Trencka jsou pojmenovány chorvatská brandy a pivo.

## V umění
Franz von der Trenck je jednou z postav českého fantasy románu Zlatý kříž (česky vyšlo v roce 2008) od Pavla Renčína. Spisovatel Karel May ztvárnil jeho život v knize Pandur und Grenadier, vydané roku 1883 (česky vyšlo v roce 1922 pod názvem Baron Trenck).